# Торпедо (стадіон, Жодіно)
Стадіон «Торпедо» (біл. Стадыён «Тарпеда») — багатофункціональний стадіон у місті Жодіно, Білорусь, домашня арена ФК «Торпедо-БелАЗ». 
Стадіон відкритий 1969 року. У 2005 році розпочалася масштабна реконструкція арени, яка завершилася 2013 року, в результаті чого було встановлено електронне табло, освітлювальні щогли (до 2013 року стадіон не мав освітлення), прокладено сучасні бігові доріжки. Поблизу стадіону було побудовано тренувальне поле зі штучним газоном та трибунами потужністю 500 глядачів.